# خوش‌نوای پهلوحنایی

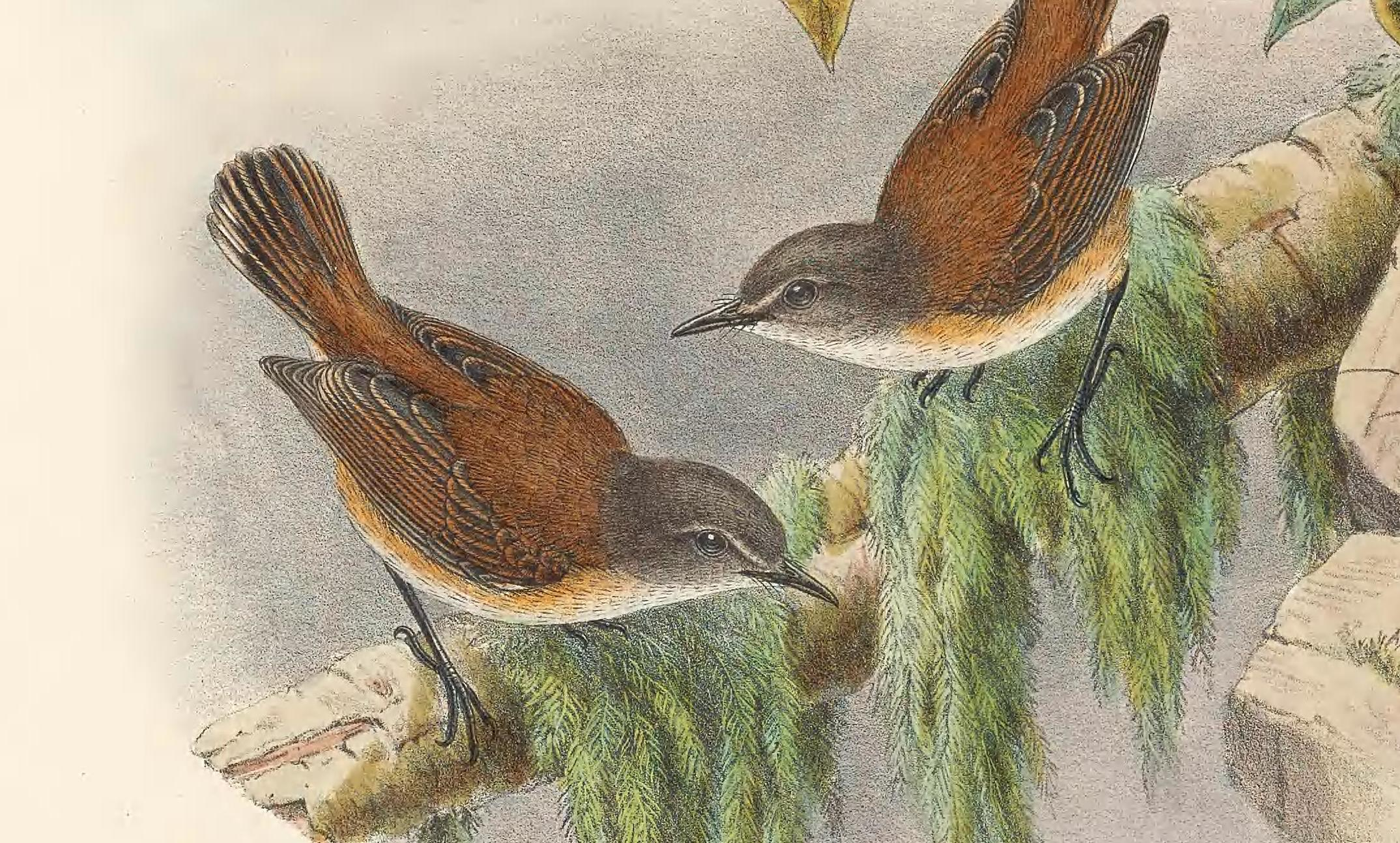
Gerygone dorsalis - پرندگان گینه نو و جزایر پاپوآی مجاور: شامل بسیاری از گونه‌های جدید که اخیراً در استرالیا کشف شده‌اند.

خوش‌نوای پهلوحنایی (نام علمی: Gerygone dorsalis) نام یک گونه از سرده خوش‌نوا است.